# 藤原璋子

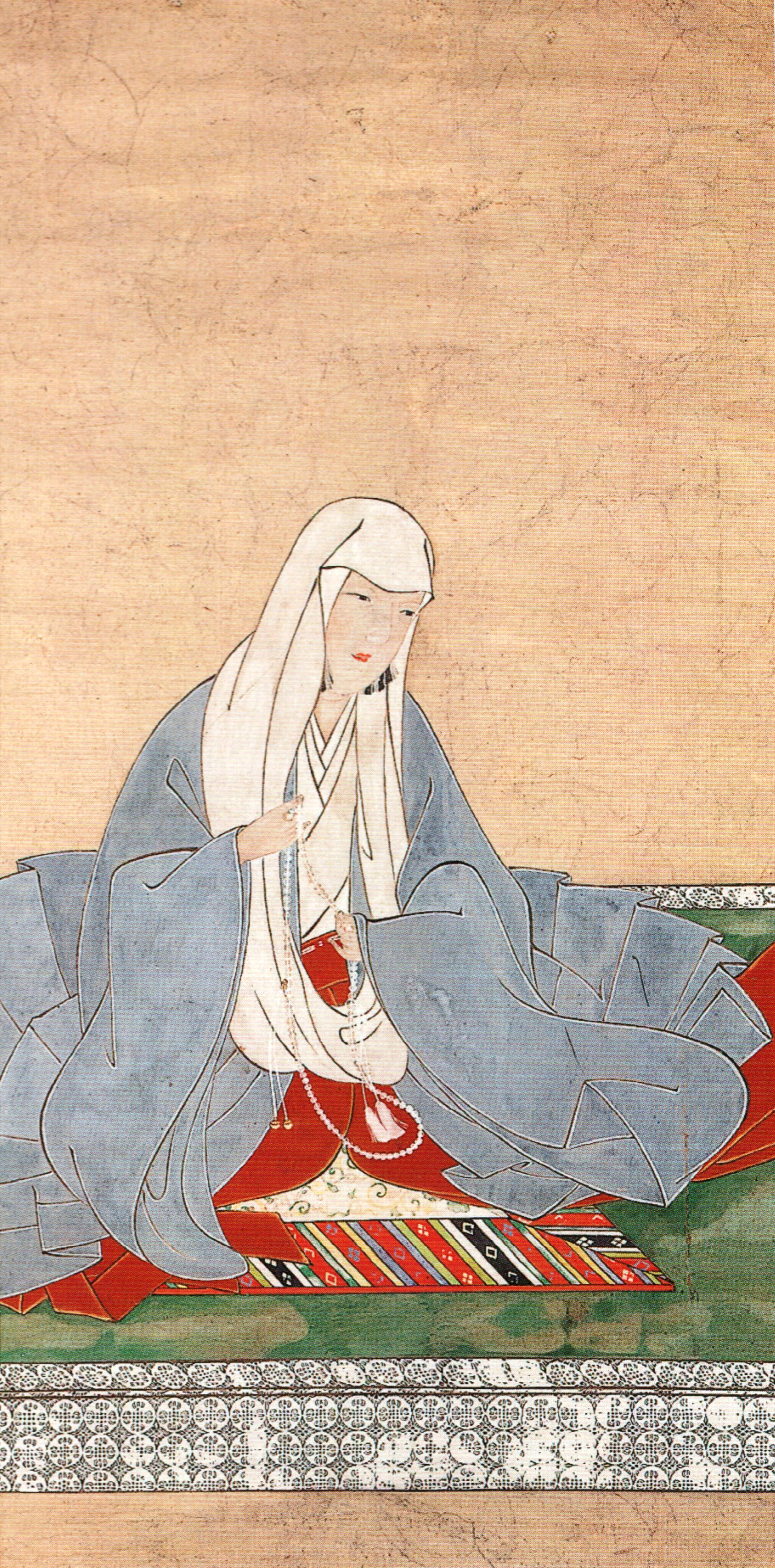
待賢門院像（法金剛院藏）

藤原璋子（康和三年（1101年）-久安元年（1145年）8月），大納言藤原公實之女、日本第74代天皇——鳥羽天皇中宮，兩人之間生有：顯仁親王、一品宮禧子內親王、上西門院統子內親王、雅仁親王、通仁親王、君仁親王、本仁親王等五子二女。

## 中宮
於鳥羽天皇朝永久五年入內，女御宣下敘從三位。元永元年正月，中宮宣下。大納言之女成為皇后，自第67代三条天皇朝的藤原娍子於長和元年二月宣下成為皇后以後，就只有藤原璋子而已（中宮雖然和皇后名號不同，但自66代一条天皇後，皆被視為準后或等同於皇后），為此在將璋子宣下為中宮時，的確引起朝中一陣非議。
元永二年五月，生下顯仁親王（即日後的75代崇德天皇），鳥羽天皇還為此赦免了部分罪行較輕的犯人。保安三年生下女一宮禧子內親王。崇德天皇即位后大治元年，生下統子內親王。次年生下了雅仁親王。二年之後又再度生下了和鳥羽天皇之間最後一位子女—被稱為本仁親王（二品覺性法親王）。
藤原璋子年幼時即在宮中成長，深受鳥羽天皇之祖父—白河天皇之寵愛，時常將璋子抱在懷中，待璋子稍稍年長後，卻和白河天皇傳出了醜聞（但真實性頗受爭議），而鳥羽天皇也有所聞，因此質疑起璋子的貞操，連帶的使璋子所生的子女們都受到鳥羽天皇的非議；2歲的統子內親王於大治二年出任賀茂齋院，之後在長承元年以病退職，而禧子內親王則接在妹妹統子內親王之後，於長承元年10歲時被卜定為下任賀茂齋院。

## 待賢門院
在崇德天皇即位后，藤原璋子女院宣下，號待賢門院。即位初期，由白河法皇實行院政，但白河法皇於大治四年（1129年）崩御后，璋子立即被鳥羽天皇所疏遠，而鳥羽天皇也立即諷刺性的迎白河法皇所疏遠之藤原家女兒藤原泰子為皇后，而璋子所生的五子二女，也一一難逃鳥羽天皇的迫害；女一宮禧子內親王及女二宮統子內親王兩人分別在幼年時出仕賀茂齋院以外，通仁親王和君仁親王皆未滿十歲紛紛夭折、雅仁親王被鳥羽天皇培養成「不文不武的遊藝皇子」，而最年幼的本仁親王出生即被下令出家。野史《古事談》記載，就連崇德天皇也在白河法皇崩御后，被鳥羽天皇改稱為叔父子（意即崇德天皇是祖父白河法皇的私生子，在輩分上屬於鳥羽天皇的叔父，而非是自己的親生子），並在西元1142年逼迫崇德天皇退位，好讓寵妃美福門院之子—體仁親王登基為76代近衛天皇。
璋子在美福門院得寵後，相當怨恨，便召人詛咒美福門院，事發之後被囚居在三條高倉殿。近衛天皇朝康治元年，璋子於仁和寺法金剛院出家（因而又稱仁和寺女院），法名真如法。久安元年四月生了場重病，四個月後崩御，享年四十五歲。